# Błahowist
Błahowist (ukr. БЛАГОВІСТ) – ogólnopolski greckokatolicki miesięcznik. Ukazuje się od 1991 roku w Górowie Iławeckim. Tematyka pisma obejmuje informacje o historii, nauczaniu i aktualnej sytuacji grekokatolików w Polsce. Czasopismo ukazuje się w języku ukraińskim. Pismo ma objętość 8 stron.